# Limarko laivininkystės kompanija
Limarko laivininkystės kompanija (англ. Limarko Shipping Company; Лима́рко лайвининки́стес компа́ния, «Судоходная компания Лимарко» (VSE: LLK1L) — литовская судоходная компания, занимающаяся транспортировкой разнообразных грузов. Главный офис компании расположен в Клайпеде.

## Деятельность
В 2005 году оборот компании составил 88 млн литов.